# التلفزيون يصنع النجم (أغنية)
التلفزيون يصنع النجم (بالإنجليزية: TV Makes the Superstar)‏ هي الأغنية الوحيدة من ألبوم مودرن توكينغ الثاني عشر، الكون، وأيضًا الاغنية الفردية الأخيرة للفرقة.

## قائمة التشغيل
CD-Maxi Hansa 82876 50814 2 (BMG) / EAN 0828765081429 03.03.2003
1. «التلفزيون يصنع النجم» (تحرير إذاعي) - 3:44
2. التلفزيون يصنع النجم (ممتد) - 5:05
3. «التلفزيون يصنع النجم» (آلات موسيقية) - 3:44
4. «بلاكبيرد» - 3:17

## طاقم العزف والتسجيل
- غناء: توماس أندرس
- الكورال: كريستوف ليسبيندورف وويليام كينج
- الكلمات والموسيقى: ديتر بولين
- القيثارات: بيتر ويهي

## روابط خارجية
- "TV Makes The Superstar" على Discogs (قائمة بالإصدارات)